# Donkey Kong Country Returns
Donkey Kong Country Returns är ett 2D-sidoscrollande plattformsspel som utvecklades av Retro Studios och släpptes av Nintendo till Wii i november 2010 i Nordamerika, och i december samma år i övriga regioner. En Nintendo 3DS-version utvecklades också i samarbete med Monster Games, och släpptes i maj 2013 i Nordamerika, Europa och Australien, och i juni 2013 i Japan. I början av 2025 ska en HD-version släppas på Nintendo Switch med förbättrad grafik och alla nivåer från både Wii- och 3DS-versionen.
Spelet är den fjärde delen i Donkey Kong Country-serien. Det presenterades för första gången under E3 2010.

## Handling
En grupp av Tikis har stulit Donkey Kong och Diddy Kongs bananklasar och spelet går ut på att få dem tillbaka.